# Agar (fumetto)
Agar è una serie a fumetti di fantascienza ideata da Claude Moliterni (sceneggiatura) e da Robert Gigi (disegni), pubblicata in Francia per la prima volta tra 1972 e 1973 come storie a episodi sull'effimera rivista Lucky Luke e successivamente raccolta in tre album dalle edizioni Dargaud.
I primi due episodi della serie sono apparsi anche in Italia sul Corriere dei Ragazzi tra il 1972 e il 1973, col titolo I giocattoli malefici e poi su Linus nel 1981.

## Trama
Il fumetto narra le avventure dal sapore onirico del giovane Agar e della spigliata Zarra, in un universo conquistato dagli automi e dai giocattoli costruiti dal malvagio Toymaker, un vecchio decrepito che i due combattono.